# Doazit
Doazit (Doasit, en occitan) est une commune française située dans le département des Landes en région Nouvelle-Aquitaine.
Ses habitants sont appelés les Doazitiens.

## Géographie

### Localisation
Doazit est située en Gascogne, au sud de l'Adour, en Chalosse, et plus précisément en plein cœur de la Haute-Chalosse. La commune est traversée par la Gouaougue, affluent droit du Louts.

### Communes limitrophes
Les communes limitrophes sont  Audignon, Banos, Hagetmau, Horsarrieu, Maylis, Montaut, Saint-Cricq-Chalosse et Serreslous-et-Arribans.
| Montaut              | Banos                  | Audignon   |
| Maylis               | Doazit                 | Horsarrieu |
| Saint-Cricq-Chalosse | Serreslous-et-Arribans | Hagetmau   |

### Climat
Pour des articles plus généraux, voir Climat de la Nouvelle-Aquitaine et Climat des Landes.
Historiquement, la commune est exposée à un climat océanique aquitain.  
En 2020, Météo-France publie une typologie des climats de la France métropolitaine dans laquelle la commune est exposée à un climat océanique et est dans la région climatique  Aquitaine, Gascogne, caractérisée par une pluviométrie abondante au printemps, modérée en automne, un faible ensoleillement au printemps, un été chaud (19,5 °C), des vents faibles, des brouillards fréquents en automne et en hiver et des orages fréquents en été (15 à 20 jours).
Pour la période 1971-2000, la température annuelle moyenne est de 13,2 °C, avec une amplitude thermique annuelle de 14,2 °C. Le cumul annuel moyen de précipitations est de 1 122 mm, avec 12,4 jours de précipitations en janvier et 7,7 jours en juillet. Pour la période 1991-2020, la température moyenne annuelle observée sur la station météorologique la plus proche, située sur la commune d'Urgons à 17 km à vol d'oiseau, est de 14,0 °C et le cumul annuel moyen de précipitations est de 1 009,4 mm,. Pour l'avenir, les paramètres climatiques de la commune estimés pour 2050 selon différents scénarios d'émission de gaz à effet de serre sont consultables sur un site dédié publié par Météo-France en novembre 2022.

## Urbanisme

### Typologie
Au 1er janvier 2024, Doazit est catégorisée commune rurale à habitat très dispersé, selon la nouvelle grille communale de densité à sept niveaux définie par l'Insee en 2022.
Elle est située hors unité urbaine. Par ailleurs la commune fait partie de l'aire d'attraction d'Hagetmau, dont elle est une commune de la couronne,. Cette aire, qui regroupe 16 communes, est catégorisée dans les aires de moins de 50 000 habitants,.

### Occupation des sols

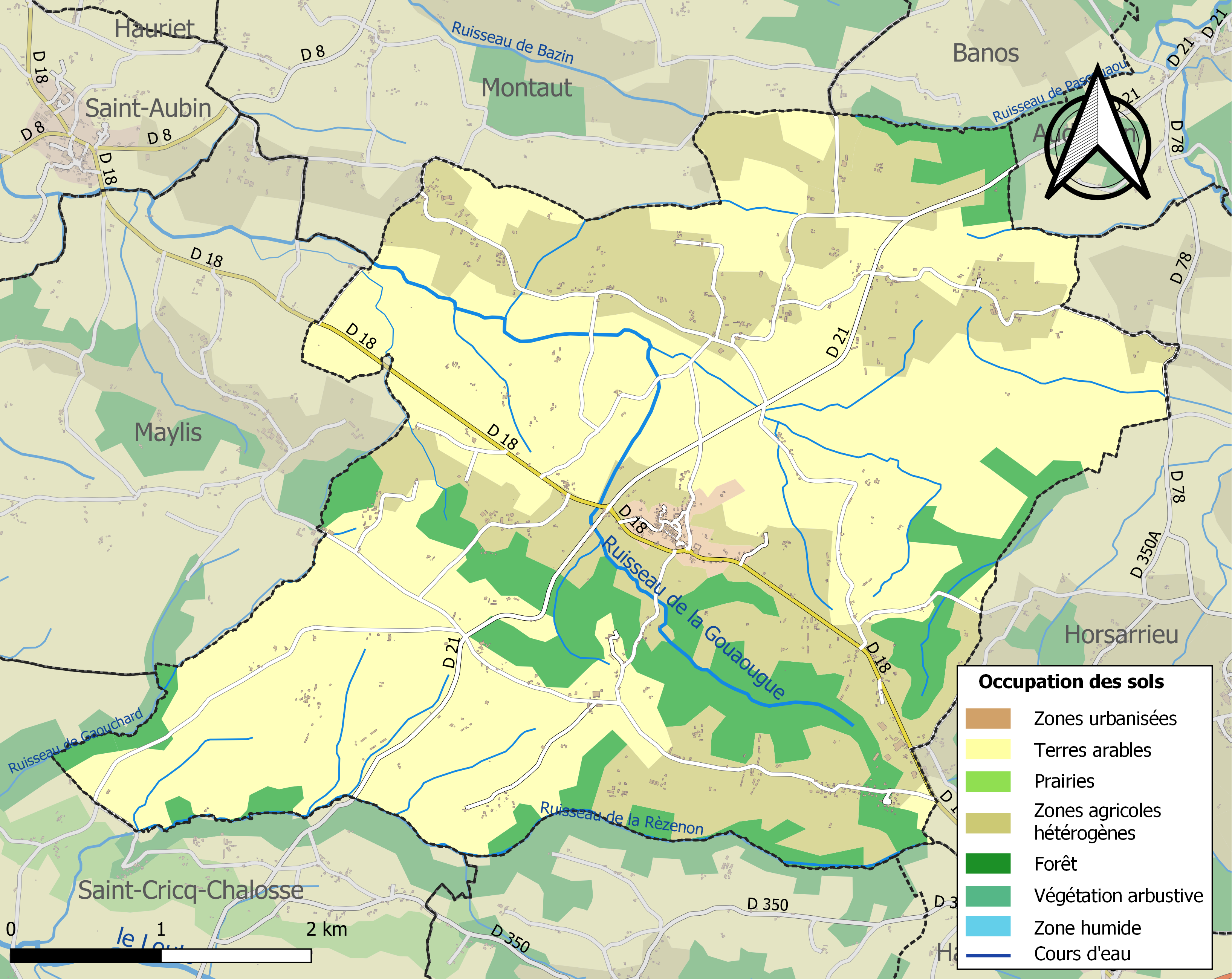
Carte des infrastructures et de l'occupation des sols de la commune en 2018 (CLC).

L'occupation des sols de la commune, telle qu'elle ressort de la base de données européenne d’occupation biophysique des sols Corine Land Cover (CLC), est marquée par l'importance des territoires agricoles (84,5 % en 2018), une proportion sensiblement équivalente à celle de 1990 (84,6 %). La répartition détaillée en 2018 est la suivante : terres arables (56,7 %), zones agricoles hétérogènes (27,9 %), forêts (14,3 %), zones urbanisées (1,1 %). L'évolution de l’occupation des sols de la commune et de ses infrastructures peut être observée sur les différentes représentations cartographiques du territoire : la carte de Cassini (XVIIIe siècle), la carte d'état-major (1820-1866) et les cartes ou photos aériennes de l'IGN pour la période actuelle (1950 à aujourd'hui).

### Risques majeurs
Le territoire de la commune de Doazit est vulnérable à différents aléas naturels : météorologiques (tempête, orage, neige, grand froid, canicule ou sécheresse), mouvements de terrains et séisme (sismicité faible). Un site publié par le BRGM permet d'évaluer simplement et rapidement les risques d'un bien localisé soit par son adresse soit par le numéro de sa parcelle.
Les mouvements de terrains susceptibles de se produire sur la commune sont des tassements différentiels.

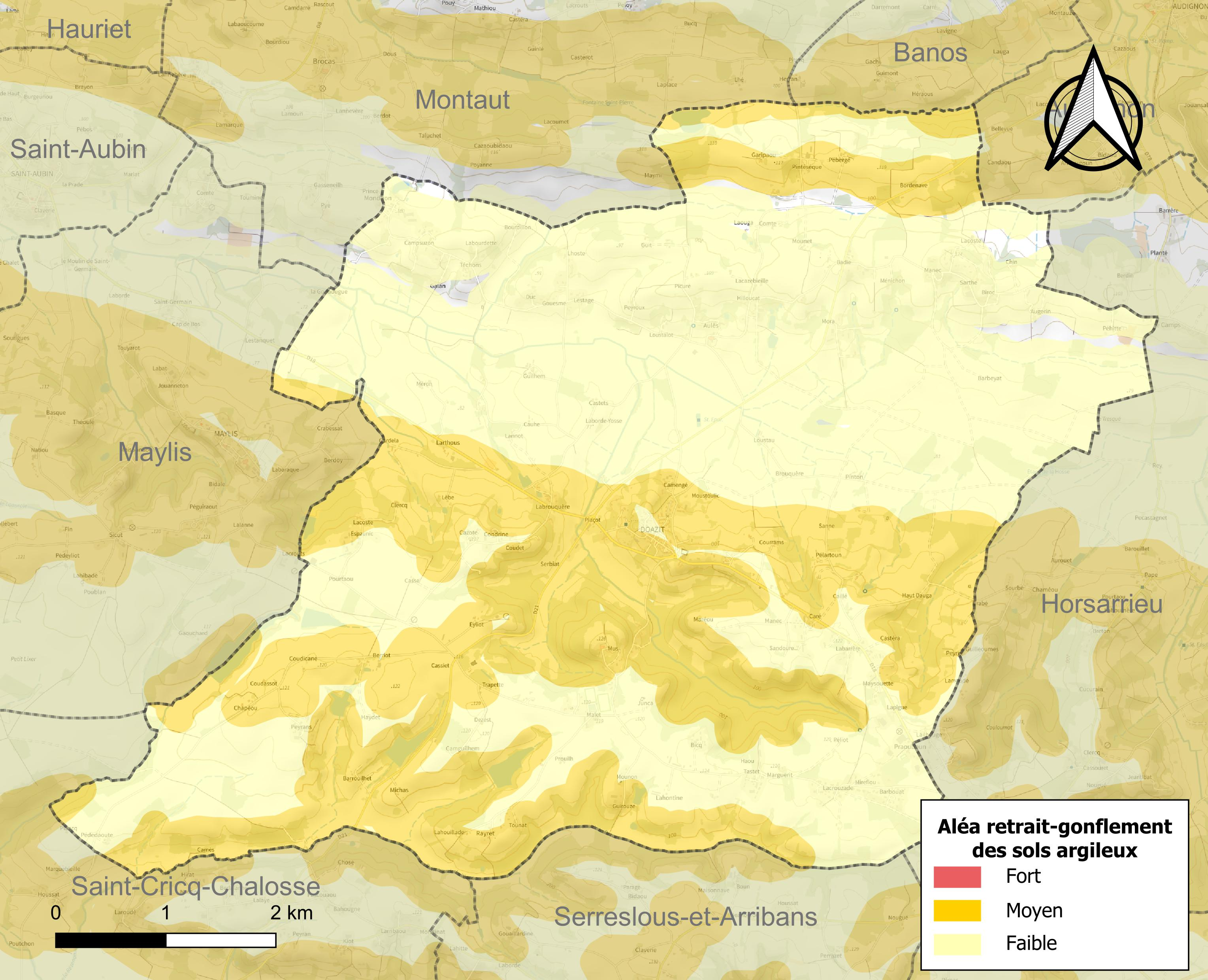
Carte des zones d'aléa retrait-gonflement des sols argileux de Doazit.

Le retrait-gonflement des sols argileux est susceptible d'engendrer des dommages importants aux bâtiments en cas d’alternance de périodes de sécheresse et de pluie. 39,8 % de la superficie communale est en aléa moyen ou fort (19,2 % au niveau départemental et 48,5 % au niveau national). Sur les 399 bâtiments dénombrés sur la commune en 2019,  183 sont en aléa moyen ou fort, soit 46 %, à comparer aux 17 % au niveau départemental et 54 % au niveau national. Une cartographie de l'exposition du territoire national au retrait gonflement des sols argileux est disponible sur le site du BRGM,.
La commune a été reconnue en état de catastrophe naturelle au titre des dommages causés par les inondations et coulées de boue survenues en 1999 et 2009 et par des mouvements de terrain en 1999

## Histoire
La commune de Doazit a livré des traces anciennes d'occupation humaine, sous la forme de silex taillés datant, pour une part, du paléolithique inférieur.
Certains vestiges pourraient dater d'époques plus récentes mais difficiles à définir précisément. On trouve en effet à Doazit trois ouvrages de fortifications en terre : le camp du Mus (enceinte de terre), le tuco du Castera (éperon barré) et le bourg (éperon barré) ; ces structures pouvant tout aussi bien être protohistoriques que médiévales.
Au Moyen Âge, les seigneurs de Doazit (dont Donati Garciae de Donazello qui aurait donné son nom au village), résidaient dans un château de bois situé sur la motte féodale. C’est au pied de ce « tarré » (talus) que, vers 1300, les habitants se regroupèrent dans un castelnau édifié sur l'éperon barré du bourg.
Au XIIe siècle fut construite l'église Saint-Jean d'Aulès qui fut le siège de l'archiprêtré de Chalosse (diocèse d'Aire) jusqu'en 1827. L'église Saint-Martin du Mus était considérée comme son annexe. Quant à l’église Notre-Dame, ancienne chapelle de bourg, elle ne deviendra église paroissiale qu'au XIXe siècle.
Au XVe siècle, la baronnie de Doazit passe aux mains des Foix-Candale qui firent édifier, à la fin du XVIe siècle, l’actuel château de Candale.
Jusqu'au XVIIe siècle, Doazit abritait une importante communauté de Gézitains.
Un chroniqueur du village, Henry de Laborde-Péboué, qui vécut au XVIIe siècle, nous raconte les événements marquants de cette époque troublée, en particulier la Fronde ou la révolte des Invisibles menée par Bernard d'Audijos contre la gabelle.
Jusqu'en avril 2015, la commune de Doazit dépendait du canton de Mugron.

### Héraldique
| Armes | Les armes de Doazit se blasonnent ainsi : D'azur à trois tours d'or. |

## Économie
Si la culture de la vigne et le métayage marquaient autrefois l’économie du village, c’est aujourd’hui la culture du maïs qui domine, comme dans beaucoup de communes de Chalosse.
Au niveau de l’artisanat, Doazit se distinguait au XXe siècle par la présence de plusieurs entreprises de charpente bois ; mais la principale, l'entreprise Soubaigné, qui employa jusqu'à 85 ouvriers, est fermée en 2014.

## Démographie
| 1793  | 1800  | 1806  | 1821  | 1831  | 1836  | 1841  | 1846  | 1851  |
| ----- | ----- | ----- | ----- | ----- | ----- | ----- | ----- | ----- |
| 1 379 | 1 395 | 1 407 | 1 437 | 1 498 | 1 499 | 1 490 | 1 520 | 1 504 |

| 1856  | 1861  | 1866  | 1872  | 1876  | 1881  | 1886  | 1891  | 1896  |
| ----- | ----- | ----- | ----- | ----- | ----- | ----- | ----- | ----- |
| 1 493 | 1 503 | 1 465 | 1 408 | 1 360 | 1 319 | 1 273 | 1 273 | 1 250 |

| 1901  | 1906  | 1911  | 1921  | 1926  | 1931  | 1936  | 1946  | 1954  |
| ----- | ----- | ----- | ----- | ----- | ----- | ----- | ----- | ----- |
| 1 260 | 1 256 | 1 257 | 1 177 | 1 143 | 1 074 | 1 071 | 1 004 | 1 028 |

| 1962  | 1968  | 1975 | 1982 | 1990 | 1999 | 2004 | 2006 | 2009 |
| ----- | ----- | ---- | ---- | ---- | ---- | ---- | ---- | ---- |
| 1 069 | 1 032 | 901  | 865  | 858  | 884  | 915  | 945  | 904  |

| 2014 | 2019 | 2022 | - | - | - | - | - | - |
| ---- | ---- | ---- | - | - | - | - | - | - |
| 886  | 855  | 851  | - | - | - | - | - | - |

## Lieux et monuments

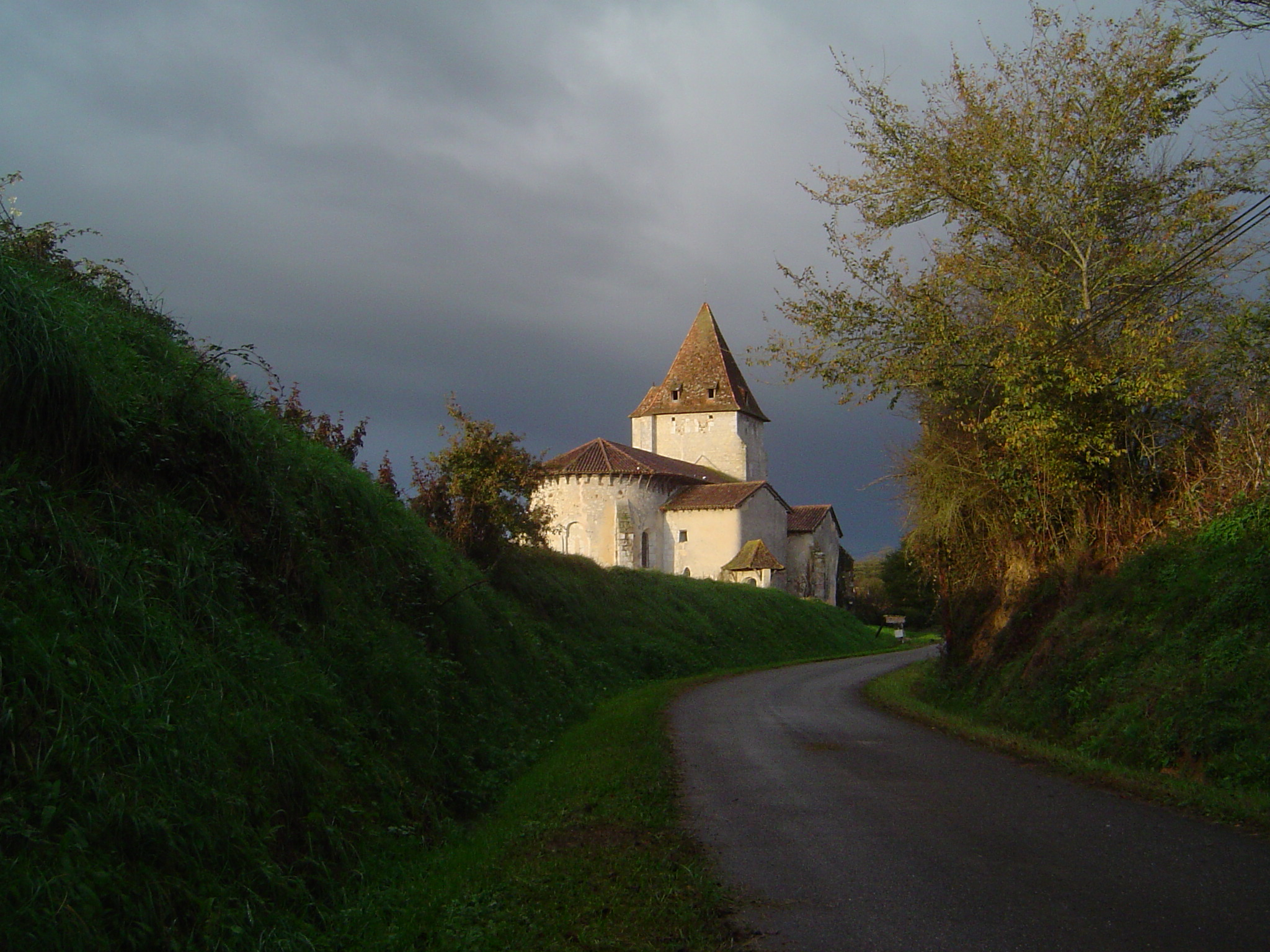
Église d'Aulès.

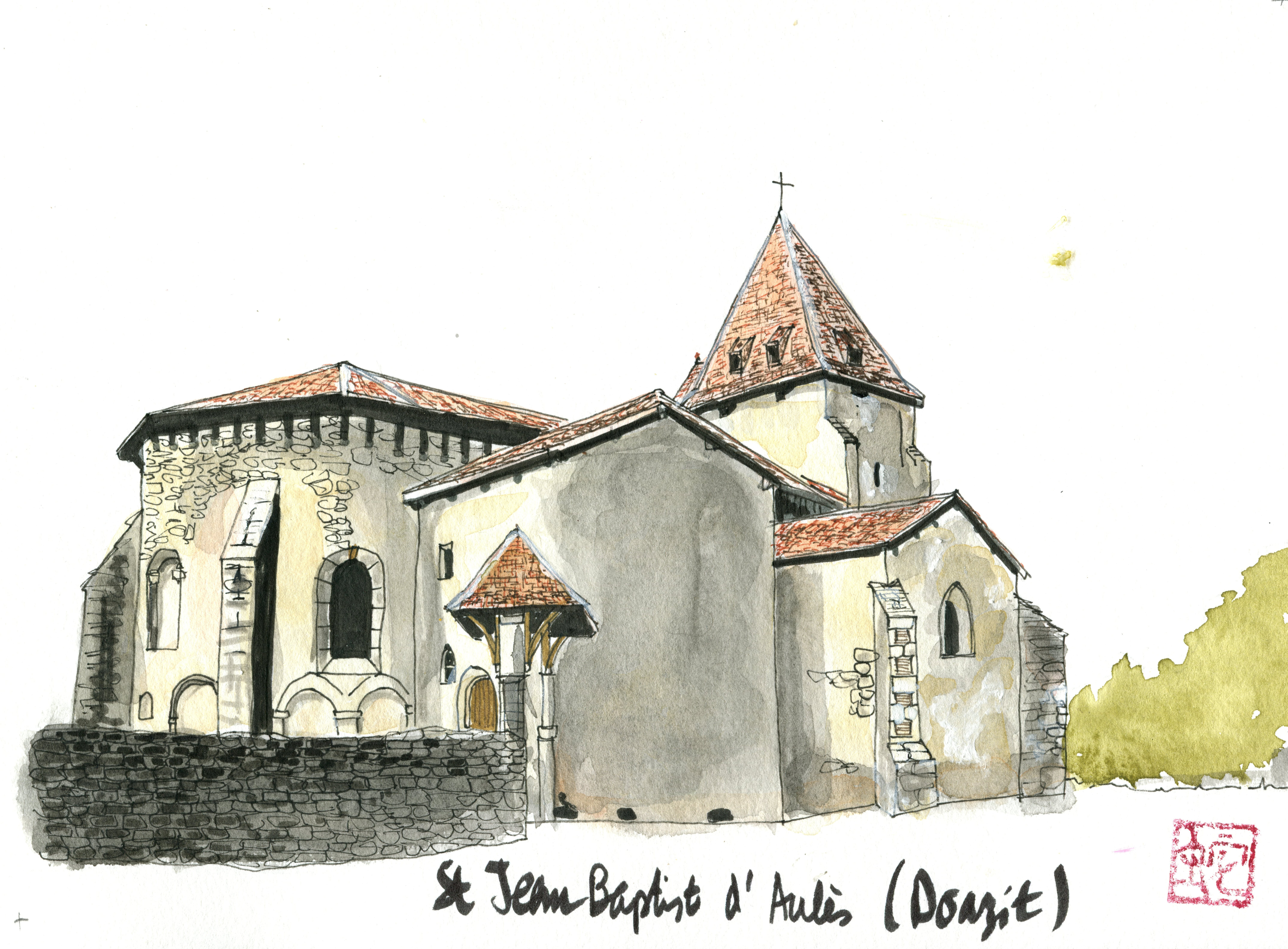
Aquarelle de l'église Saint-Jean-Baptiste-d'Aulès à Doazit.

- L'église Saint-Jean-Baptiste d'Aulès, classée monument historique[28], se compose d'une abside romane ornée d'une arcature et d'une nef gothique sur laquelle ouvrent deux chapelles latérales. Comme beaucoup d'églises landaises, elle a été fortifiée au XIVe siècle par l'édification d'une tour-porche à l'ouest. En 1435, une chapelle seigneuriale a été adossée au côté nord de cette tour. Le porche du cimetière qui datait du XVIIe ou du XVIIIe siècle a été refait à l'identique en 2010.
- Église Notre-Dame de Doazit.
- Église Saint-Martin du Mus.
- Château de Candale.

## Culture et patrimoine

### Personnalités liées à la commune
- Jean d'Arcet (1724-1801), chimiste, né dans la commune.

### Sports
- Basketball : Hagetmau Doazit Chalosse (HDC) a évolué en deuxième division lors de la saison 1984 puis plusieurs saisons en Nationale 2, 3e division nationale à l'époque (comme en 1992-1993[29], 1993-1994[30], 1994-1995[31]).